# Ткаченко Яків Михайлович
Яків Михайлович Ткаченко (Yakiv Tkachenko) (2 лютого 1979, м. Дніпропетровськ, УРСР — 10 грудня 2024) — український актор театру та кіно.

## Життєпис
Народився 2 лютого 1979 року в місті Дніпропетровськ.
Мрією дитинства було стати лікарем, як його мати. У віці 14 років потрапив до Народного театру, що і визначило його подальший шлях.
Після закінчення школи в 1996 році, вступив до Дніпропетровського театрального коледжу на спеціальність Актор драми. Після закінчення, отримав запрошення до Дніпропетровського академічного театру російської драми ім. М. Горького (зараз — Дніпровський академічний театр драми та комедії) — працював у театрі до 2019 року, майстер сцени. Згодом – актор Дніпровського академічного українського музично-драматичного театру ім. Тараса Шевченка (2020—2021).
2011 року вступив до Київський національний університету театру, кіно і телебачення ім. Карпенка-Карого на режисуру драми.
Першу роль в кіно отримав ще в 2003 році, а з 2016 р. з початком розквіту українського кіно починає активно зніматися у художніх фільмах та серіалах
2018 року був номінований на українську національну кінопремію «Золота дзиґа» як найкращий актор другого плану за роль Славіка у фільмі «Припутні» Аркадія Непиталюка.
1 березня 2022 року, після початку повномасштабного вторгнення Російського вторгнення в Україну вступив до лав Територіальної оборони міста Дніпра. В складі ЗСУ воював під Вугледаром. Отримав звання молодшого сержанта. Був головним сержантом взводу, та в.о. командира взводу. Отримав контузію та важке поранення, після якого повернувся на фронт. У лютому 2023 року був демобілізований з лав ЗСУ та повернувся до акторської кар'єри.
У вересні 2024 року не зміг терпіти свавілля російської навали, та, пройшовши жорсткий відбір, вступив до 3 ОШБр, підписавши контракт зі Збройними Силами України. Загинув на фронті 10 грудня 2024 року.

## Ролі у театрі
- «Король Лір» за п'єсою Вільяма Шекспіра — Едгар
- «Лев узимку» за п'єсою Джеймса Голдмена — Річард
- «Забути Герострата» Григорія Горіна — Герострат
- «Дикун» Алехандро Касона — Хеліо
- «Фігурант» Ігоря Афанасьєва — Макар
- «Мир вашому дому» за циклом оповідань «Тев'є-молочар» Шолом-Алейхема — Перчик
- «Віяло леді Віндермір» за п'єсою Оскара Вайлда — Лорд Віндермір
- «Дивна місіс Севідж» Джона Патріка — Ганібал
- «Діти Ванюшина» Сергія Найдьонова — Костянтин

## Фільмографія
| Рік            |    | Назва                          | Роль               | Режисер / Виробництво | Дж.                   |
| -------------- | -- | ------------------------------ | ------------------ | --- | --------------------- |
| 2003           |    | «Дикий табун»                  |                    | реж. Валерий Рожко студія «Злагода» (кіностудії ім. Олександра Довженка) |                       |
| 2017           | ф  | «Червоний»                     | Хмара, воїн УПА    | реж. Заза Буадзе кінокомпанія «ІнсайтМедіа» (Україна), Одеська кіностудія (Україна), «Artbox» (Литва)                                                                         | Трейлер               |
| 2017           | ф  | «Припутні»                     | Славік             | реж. Аркадій Непиталюк кінокомпанія «Star Media» | Трейлер               |
| 2019           | с  | «Ватага»                       | Сорокін            | реж. Кася Адамік, Olga Chajdas виробництво «HBO Polska» | Трейлер 3 сезону      |
| 2019           | ф  | «Ціна правди» «Гарет Джонс»    | Влад, агент ГПУ    | Реж. Агнешка Голланд кінокомпанія «Film Produkcja» (Польща) Studio Produkcyjne Orka (Польща) «Parkhurst» (Канада), «Кінороб» (Film.ua Group) (Україна), «Jones Boy Film» (ВБ) | Трейлер 1, Трейлер 2  |
| 2019           | с  | «Нове життя Василини Павлівни» | Стефан             | реж. Олексій Єсаков «1+1 Продакшн» |                       |
| 2020 24 грудня | ф  | «Безславні кріпаки»            | Богдан Чуба        | реж. Роман Перфіл'єв Кінокомпанія «Kristi Films» | Тизер-трейлер         |
| 2022           | кф | «Лалібела»                     | Віктор             | реж. Анна Морозова Кінокомпанія Держкіно України |                       |
| 2022           | кф | «Блуд і Кавун»                 | Блуд               | реж. Олег Володкевич Кінокомпанія Держкіно України | Сторінка у FB         |
| 2023 23 серпня | ф  | «Довбуш»                       | опришок Іван Сабат | реж. Олесь Санін Кінокомпанія «ProntoFilm» | Трейлер Сторінка у FB |
| 2024 25 лютого | с  | «Перевізниця»                  | Данило Сергійович  | реж. Аркадій Непиталюк, Євген Тунік кінокомпанія «Starlight Media», «Gaumont»                                                                                                 | Трейлер               |
| 2024 26 жовтня | кф | «Татова Подряпинка»            | Роман              | реж. Єгор Гармаш кінокомпанія «No Stars» | Трейлер               |

## Нагороди та номінації
- 2018 — Українська національна кінопремія «Золота дзиґа» у категорії найкращий актор другого плану за роль Славіка у фільмі «Припутні» номінація

## Соціальні мережі
- Яків Ткаченко (Yakiv Tkachenko)  у соцмережі «Instagram»